# Haras du Pin

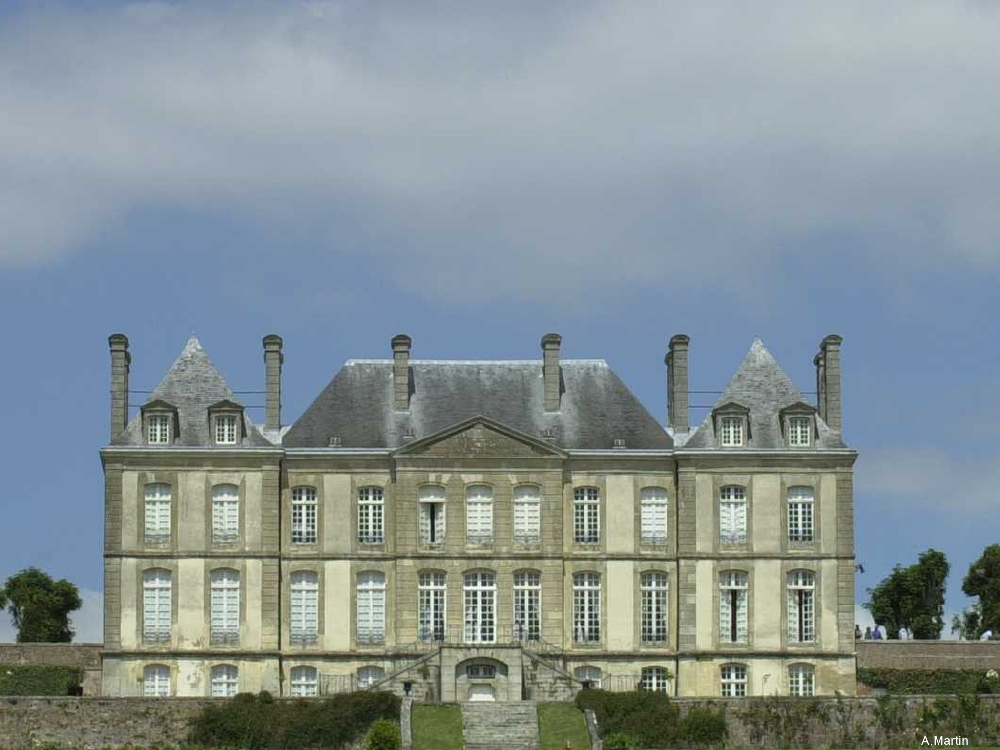
Stuteriets huvudbyggnad

Haras du Pin är ett statligt franskt stuteri i departementet Orne. Stuteriet som grundades 1665, räknas som det främsta bland de 22 stuterierna i den statliga stuteriorganisationen Haras Nationaux. Anläggningen omfattar 1100 hektar hagar, ridvägar, körvägar och en galoppbana. För tävling finns tre sandridbanor, två gräsbanor och två ridhus samt möjlighet att stalla upp 300 gästande hästar. På stuteriet tjänstgör 30 hingstar av tio raser i avelsarbetet, däribland Selle français och Percheron. Anläggningen är kulturminnesskyddad under Monument historique. 

## Tävlingar
Stuteriet är en etablerad tävlingsplats framför allt inom fälttävlan. År 1969 hölls Europamästerskapen i fälttävlan på stuteriets områden. Under Ryttar-VM 2014 hölls dressyr och terrängmomenten i fälttävlan på området. För mästerskapet byggdes en helt ny terrängbana.